# 타이어 공기 빼는 사람들

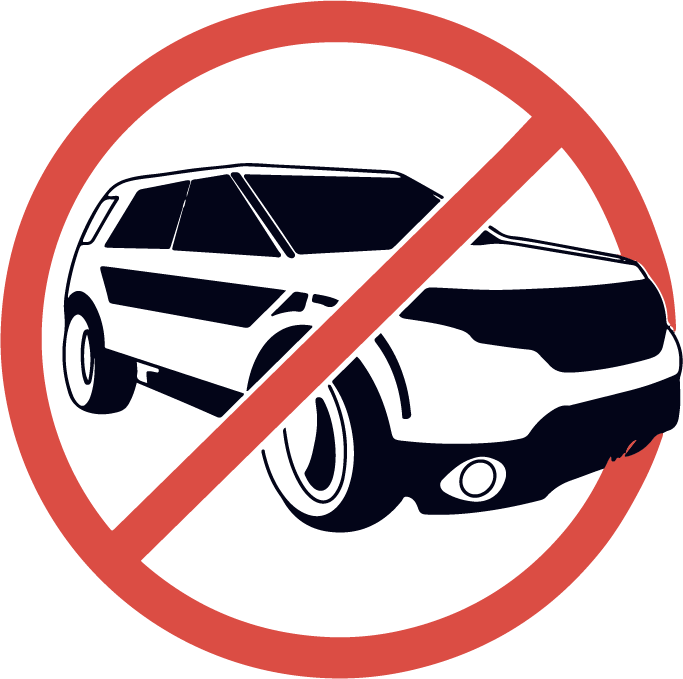
타이어 공기빼는 사람들의 로고

타이어 공기 빼는 사람들은 국제 기후 직접 행동 단체인데 사람들의 스포츠용 자동차(에스유브이)의 타이어에서 공기를 뺀다. 이 단체는 다음과 같은 믿음을 가지고 활동하는데 그것은 그들이 에스유브이로부터의 탄소 배출 감소를 위해 활동하고 있고, 에스유브이는 다른 차량에 비해 기후 위기에 과도한 영향을 미친다는 것이다. 활동가들은 다음과 같이 추측되는데 그것은 그들이 앞 유리 와이퍼 밑에 선전물을 남겨서 "차주가 차가 쓸만하지 못 하다는 것을 알게 되고 [차주가] 이것이 일어난 이유에 대한 설명을 듣게 되는 것이다."

## 활동들
2022년 3월 7일과 2022년 7월 사이에, 전세계에서 에스유브이의 5000개 이상의 타이어에서 공기를 빼왔다고 주장하고 다음의 지역을 포함하는데 런던의 여러 곳, 캠브리지, 브라이턴 그리고 호베, 브리스톨, 에딘버러, 리버풀 그리고 셰필드이고, 스위스 취리히에서, 독일의 에센과 도르트문트의 도시들에서, 스웨덴 예테보리에서, 뉴질랜드 오클랜드, 크라이스트처치 그리고 웰링턴에서, 그리고 또한 캘리포니아 로스앤젤레스에서도 말이다.
많은 '타이어 공기 빼는 사람들' 분회가 만들어졌는데 던디(던디플레이터즈) 그리고 글래스고우(공기빼기주의자들)를 포함한 스코틀랜드 도시들에서 그러하며,
2022년 7월에, 이 단체의, 미국에서의 이후의 활동들이 다음의 지역에서 일어났는데 그것은 뉴욕시, 시카고, 스크랜턴, 펜실베이니아 그리고 샌프란시스코 만 권역이었다. 단체는 같은 달에 캐나다(워털루, 온타리오) 그리고 프랑스(파리)에서의 그것의 첫 투쟁을 알렸다.
2022년 9월에, 아홉 개 국가에서 600대 이상의 에스유이상의 타이어 공기를 이 단체는 뺐는데 그곳은 영국, 프랑스, 독일, 스위스, 네덜란드, 노르웨이, 덴마크, 체코 공화국 그리고 캐나다였다. 단체는 또한 이것들이 덴마크, 노르웨이 그리고 체코 공화국에서의 그것의 첫 투쟁들이었다고 주장했다.

## 조직
"타이어 공기빼는 사람들"이라는 이름은 2021년에 나타나기 시작했지만, 2022년 3월까지 단체의 투쟁은 시작되지 않았다. 2007년에, "아스팔트 정글의 인디언들"이라고 불리었던 스웨덴 단체는 같은 전략을 고수해왔는데 1500대 이상(그것 자체의 숫자에 의해서)의 에스유브이의 타이어 공기를 빼면서 그리고, [언론사] 바이스에 의해 보도된 대로, "국내 에스유브이 판매의, 일상적이고 분별없는 증가를 보기 드문 하락으로 만드는데 기여하면서" 말이다.
이 단체는 애스턴 대학 연구자들인 오스카 베르글룬드 그리고 그레임 헤이즈에 의해 "산발적 기후 운동"으로 언급되었는데, 개인들이나 소집단에 대한 이 단체의 강조 때문에 그러하며 그들은 타이어 공기빼는 사람들 누리집에 있는 자료를 사용하고 있는 곳 어디서나 투쟁을 하고 있는데, 더 강한 지도부를 가지는 구조 대신에 말이다.
룬드 대학 교수 안드레아스 말름은 (그의 책 "연결통로를 날려버리는 방법"은 환경 행동주의의 하나의 형태로서 화석연료 기반시설에 대한 공격을 옹호한다) "극도로 평화적이고 예의바른 공격"의 하나의 형태라고 이 단체의 투쟁을 불렀다. 말름은 계속해서 말했다, "누구나 에스유브이의 타이어 공기를 뺄 수 있고: 그것은 거의 아이의 놀이이다. 어느 공식적 기관도, 지도력도, 자금도, 공구도 그것은 필요로 하지 않는데 자갈 조각 혹은 콩 혹은 녹색 렌틸콩 말고는 말이다. 그 행동의 무한히 모방할 수 있는 성질—모방으로서의 공격—을 생각하면 에스유브이 소유자를 덜 편리하고 덜 매력적으로 만드는 것에 있어서의 그것의 잠재력은 무시될 수 없다."
기자들은 그 행동을 범죄로 다루는 기사를 썼고 몇몇 지역의 권한을 가진 사람들은 목격자가 제보하도록 촉구했다. 미국에서, 다음과 같은 발언이 있었는데 그것은 "자동차에 손상을 가하는 것'을 막는 주정부 법이 강화될 수도 있지만, 물론, 먼저 타이어에서 공기를 빼는 행위를 하는 사람이 잡혀야만 할 것이다."였다.